# Moped klass II

Påbjuden cykelbana där även moped klass II får framföras

Moped klass II kallas i Sverige ett motorfordon som får köra högst 25 km/tim och som har en motor vars nettoeffekt inte överstiger 1 kilowatt. Även äldre mopeder, med typintyg utfärdat före den 17 juni 2003, räknas som moped klass II, även om de har maxfart 30 km/h.
Klass II-mopeder med högst tre hjul får framföras på cykelbanor, cykelfält, kollektivkörfält samt på sträckor som är skyltade med Förbud mot trafik med motordrivet fordon såvida det inte finns tilläggstavlor som förbjuder mopedtrafik. Moped klass II behöver inte registreras och saknar därför registreringsskylt.
Mopeder klass II med fyra hjul får inte framföras på cykelbanor. 
För att få köra moped klass II på allmän väg krävs ett så kallat förarbevis för moped. Om personen ifråga fyllde 15 år före den 1 oktober 2009 krävs dock inget sådant förarbevis.